# Portal da Índia
O Portal da Índia (em inglês: Gateway of India) é um monumento situado na cidade indiana de Bombaim, construído durante o período colonial britânico (Raj). É um arco do triunfo de basalto, com 26 metros de altura, situado  à beira do mar Arábico e de Mumbai Harbour (Front Bay), na zona sul da cidade (South Mumbai), especificamente em Apollo Bunder (ou Wellington Pier), Colaba, no fim da Chhatrapati Shivaji Marg.
A zona era um molhe simples usado por pescadores que foi renovado e usado como local de desembarque dos governadores britânicos e outras personalidades proeminentes. No passado era a primeira estrutura avistada por quem chegasse de barco a Bombaim, que era o porto de entrada da maior parte dos europeus que iam à Índia. O monumento, por vezes alcunhado Taj Mahal de Bombaim, e é a principal atração turística da cidade.
Foi erigido para comemorar o desembarque do rei Jorge V do Reino Unido e da sua esposa, a rainha Maria, aquando da sua visita à Índia em 1911. Construído em estilo indo-sarraceno, a cerimónia de colocação da primeira pedra ocorreu em 31 de março de 1911, mas o desenho final, da autoria de George Wittet, só foi aprovado em 1914 e a construção só foi concluída em 1924. A partir de então, o monumento passou a ser a entrada cerimonial da Índia para os vice-reis e governadores de Bombaim.

## História

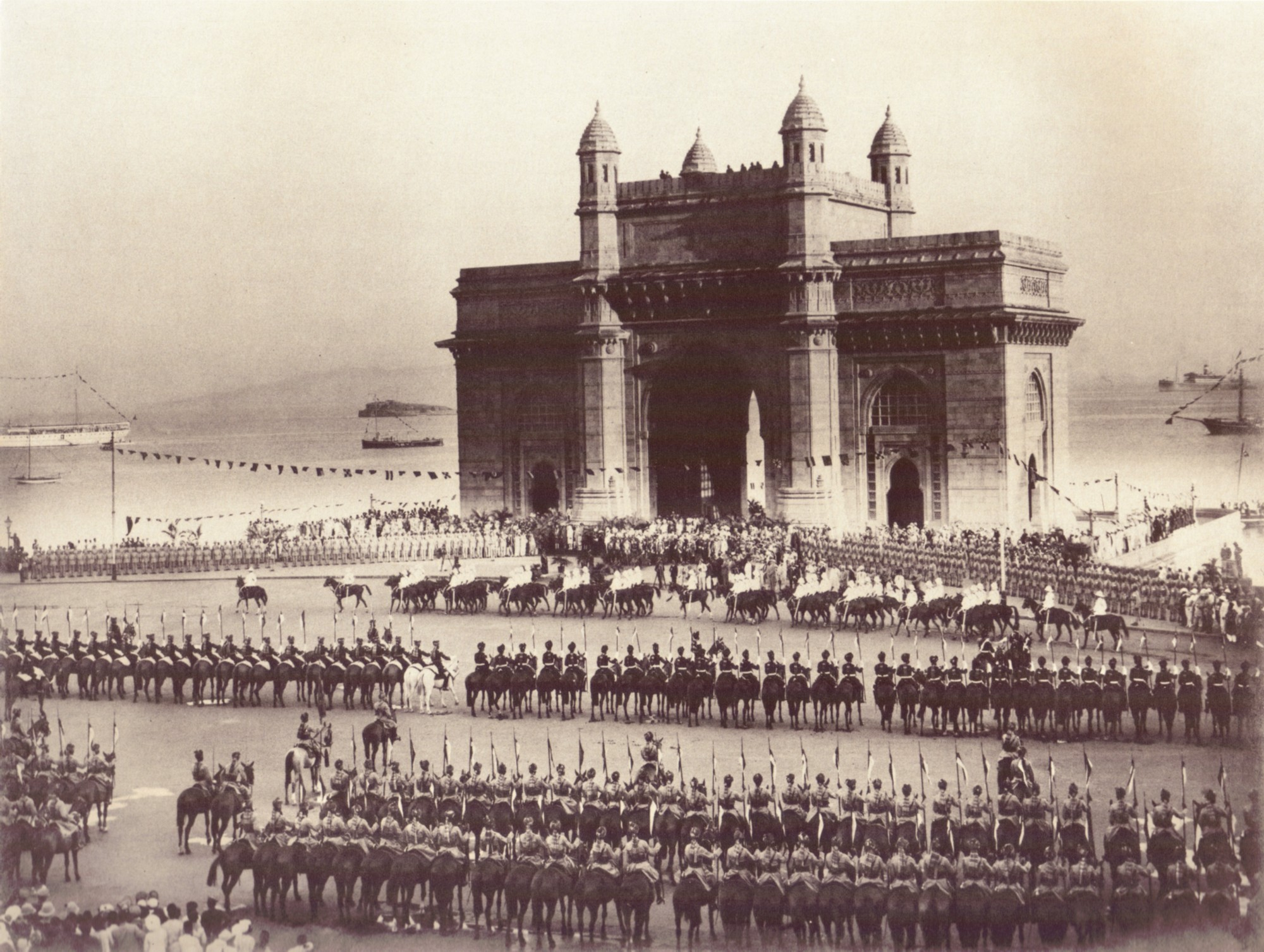
Cerimónia de inauguração em 1924

O Portal da Índia foi construído para comemorar a visita do rei Jorge V e da rainha Maria a Bombaim, antes do Delhi Durbar, em dezembro de 1911. No entanto, o casal real apenas viu um modelo em cartão da futura estrutura, pois a construção só seria iniciada em 1915, apesar da primeira pedra ter sido colocada simbolicamente em 31 de março de 1911 pelo governador de Bombaim, George Sydenham Clarke. Entre 1915 e 1919 decorreram obras no Apollo Bunder (ou Apollo Bandar, "Porto de Apolo") para conquistar terra ao mar, para servir de base ao monumento e para construir um novo muro marítimo. As fundações foram terminadas em 1920 e a construção, em basalto amarelo e cimento, terminou em 1924. Foi inaugurado em 4 de dezembro de 1924 pelo vice-rei, Rufus Isaacs.
As últimas tropas britânicas a abandonar a Índia a seguir à independência, do Primeiro Batalhão de Infantaria Ligeira de Somerset, marcharam pelo monumento numa cerimónia que marcou o fim do governo britânico na Índia realizada em 28 de fevereiro de 1948.

## Arquitetura

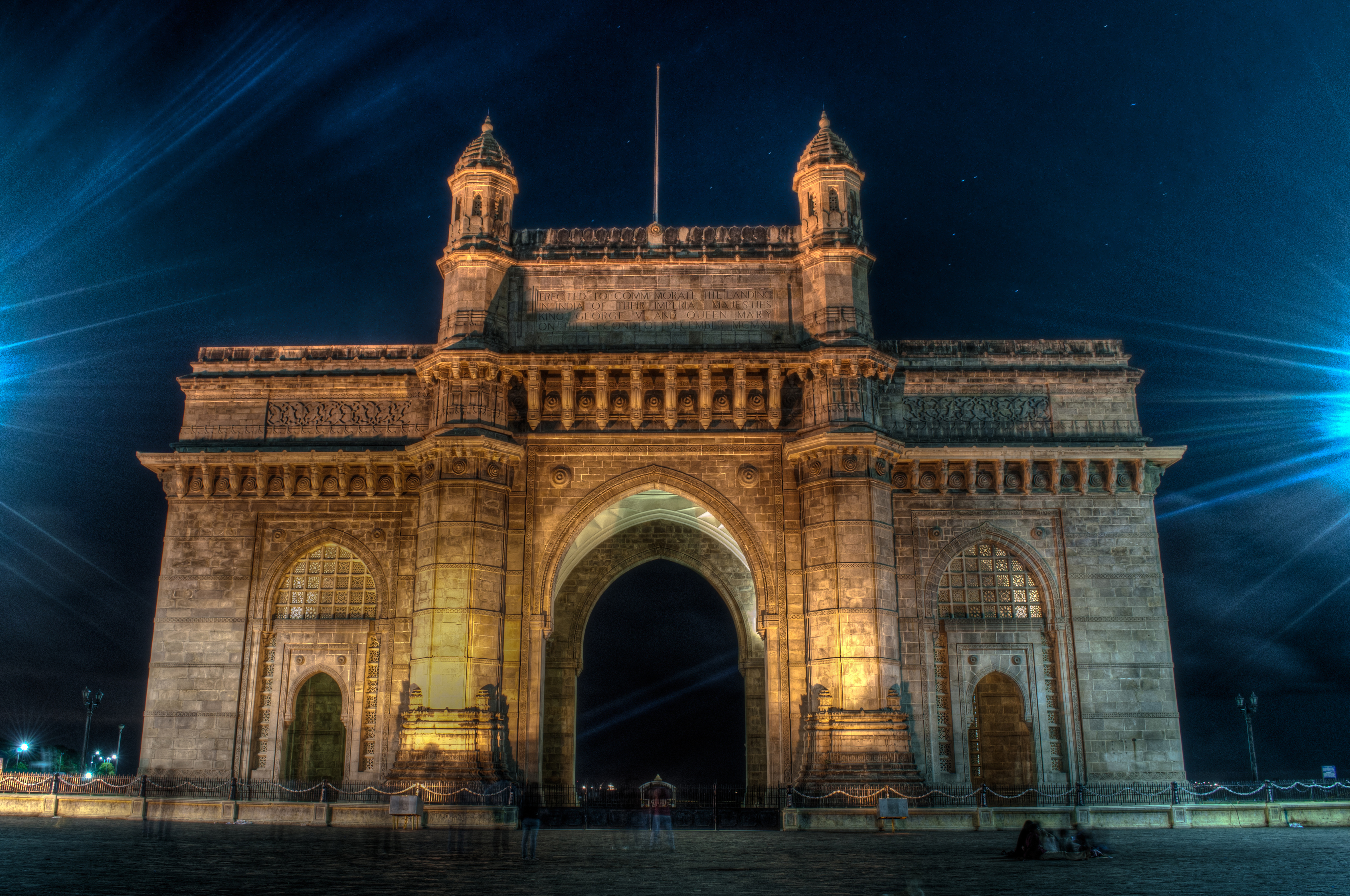
Vista noturna

O arquiteto George Wittet combinou os elementos do arco triunfal romano e a arquitetura do século XVI de Guzarate, misturando estilos arquitetónicos hindus e muçulmanos. O portal foi construído em basalto amarelo e betão armado. A pedra foi obtida na região e as telas perfuradas são originárias de Gwalior. O edifício ergue-se na extremidade do Apollo Bunder e está virado para o Porto de Bombaim (Mumbai Harbour).
O domo central tem 15 metros de diâmetro e o seu ponto mais alto está 25 metros acima do solo. Toda a frente do porto foi realinhada de forma a que ficasse em linha com um passeio projetado para ir até ao centro da cidade. Em cada um dos lados do arco há grandes salas, com capaciade para 600 pessoas. O custo total das obras ascendeu a 2 milhões de rupias ($US 31 000), dispendidos principalmente pelo governo indiano. Devido à falta de fundos, a estrada de acesso nunca chegou a ser concluída.

## Simbolismo e significado

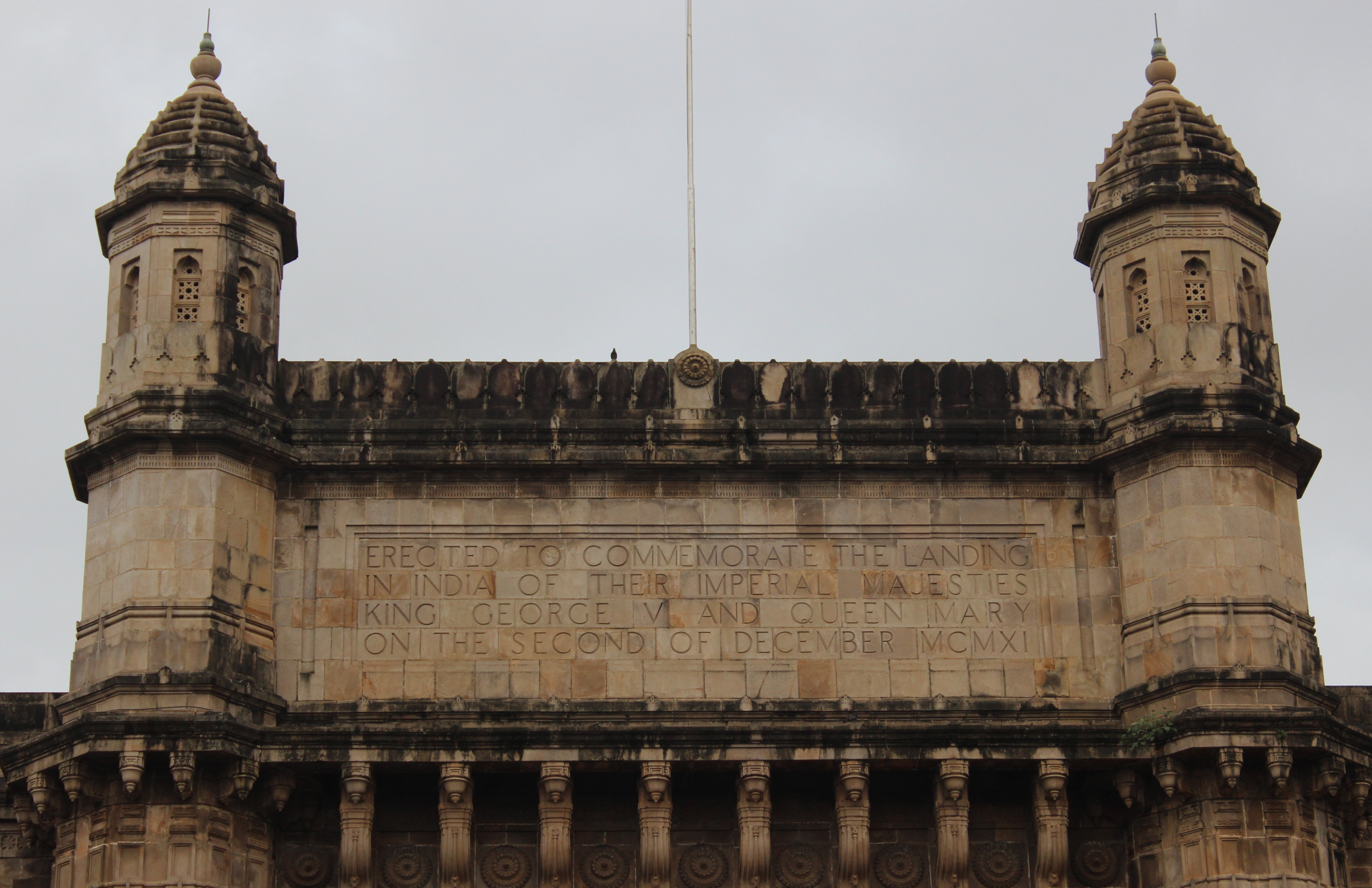
Inscrição na fachada, onde se lê «Erigido para comemorar o desembarque na Índia de Suas Majestades o Rei Jorge V e a Rainha Maria no dia 2 de dezembro de MCMXI»

O monumento era o lugar onde os vice-reis e governadores costumavam desembarcar quando chegavam à Índia. Embora erigido para dar as boas-vindas ao rei Jorge V pela sua visita em 1911, o que constituiu um momento de grande significado para a Índia Britânica e para o Império Britânico, atualmente representa uma "recordação monumental da colonização e subjugação do povo da Índia pelos britânicos". Situado ao lado do emblemático Hotel Taj Mahal Palace, inaugurado em 1903 o portal era um símbolo do poder e majestade do Império Britânico para quem chegava pela primeira vez à Índia.
Junto ao arco, como símbolo do "orgulho e coragem marata", ergue-se a estátua de Chhatrapati Shivaji Maharaj, o rei indiano que usou guerrilha para fundar o Império Marata na cordilheira Sahyadri (Gates Ocidentais) no século XVII. A estátua foi descerrada em 26 de janeiro de 1961, Dia da República na Índia. Na área há também uma estátua do místico hindu Swami Vivekananda.

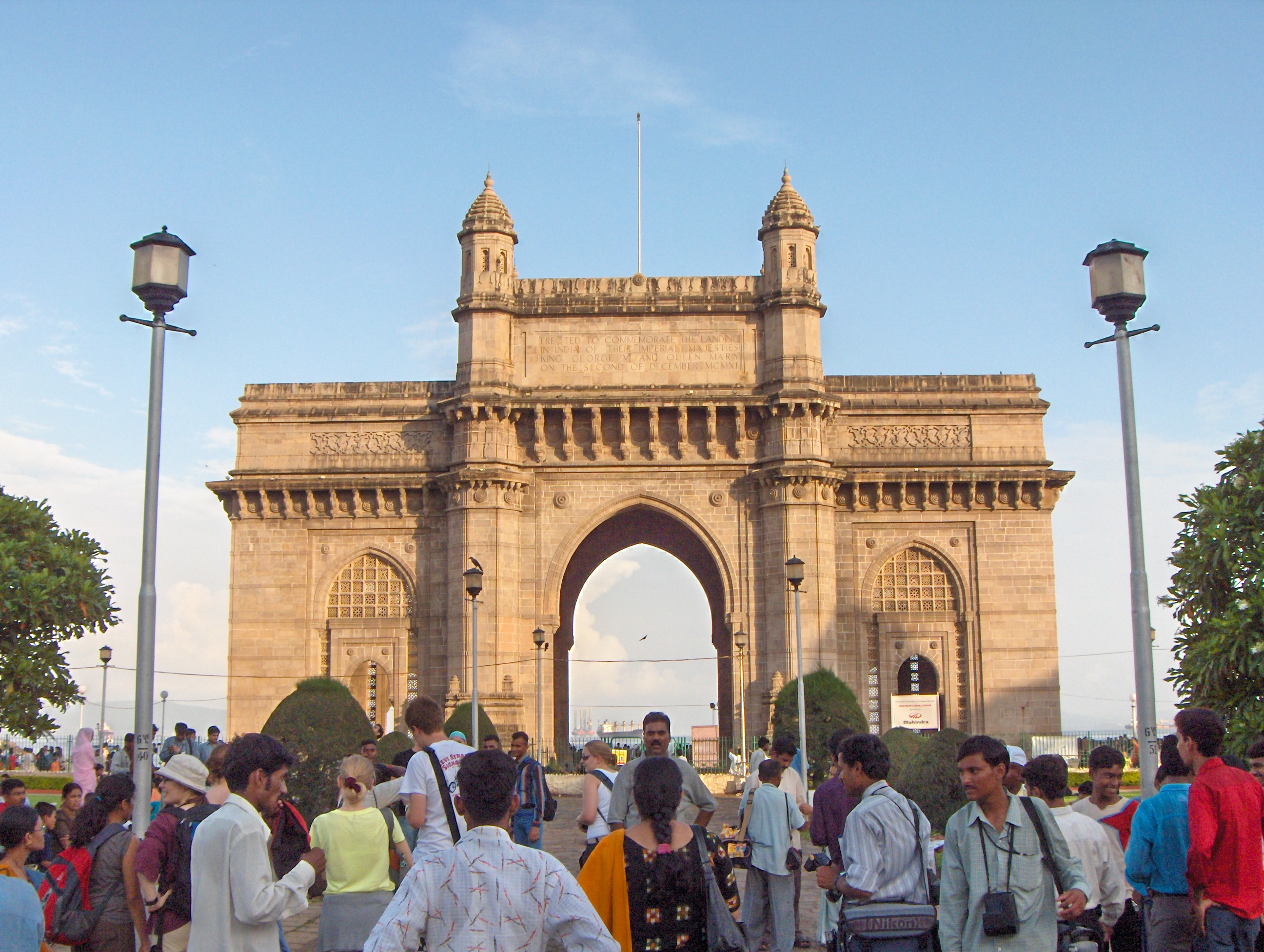
Vista diurna em agosto de 2005

Junto ao monumento há cinco cais. O primeiro é usado exclusivamente pelo Bhabha Atomic Research Centre, o segundo e o terceiro são usados por ferryboats, o quarto está encerrado e o quinto é exclusivo do Royal Bombay Yacht Club. Depois dos atentados terroristas de 2008 surgiu uma proposta para encerrar todos esses cais e substitui-los por dois novos, a serem construídos perto do vizinho Presidency Radio Club. As excursões turísticas às Grutas de Elefanta partem dos cais 2 e 3, e incluem uma viagem de 50 minutos de ferry. Há também ferries para Alibag e Mandwa. É comum dizer-se que estes navios costumam levar mais passageiros do que a sua lotação legal, devido à sua popularidade.
O Portal da Índia é uma atração turística importante e um local de encontro popular entre os locais, vendedores de rua e fotógrafos. Em 2012, A Corporação de Desenvolvimento de Turismo de Maharashtra (Maharashtra Tourism Development Corporation) transferiu o Festival de Música e Dança de Elefanta da sua localização nas Grutas de Elefanta, onde se realizava há 23 anos, para o local do monumento devido àquele espaço ter capacidade para mais espectadores – 2 000 a 2 500, enquanto que as grutas não comportam mais do que 800 pessoas.
Em 2003 explodiram duas bombas colocadas em táxis que se encontravam junto ao monumento, causando pelo menos 44 mortos e 150 feridos. Em novembro de 2008 os quatro homens que atacaram o Hotel Taj Mahal desembarcaram no local. O movimento de pessoas foi restringido em algumas áreas após os incidentes de 2008.